# Teixit (biologia)

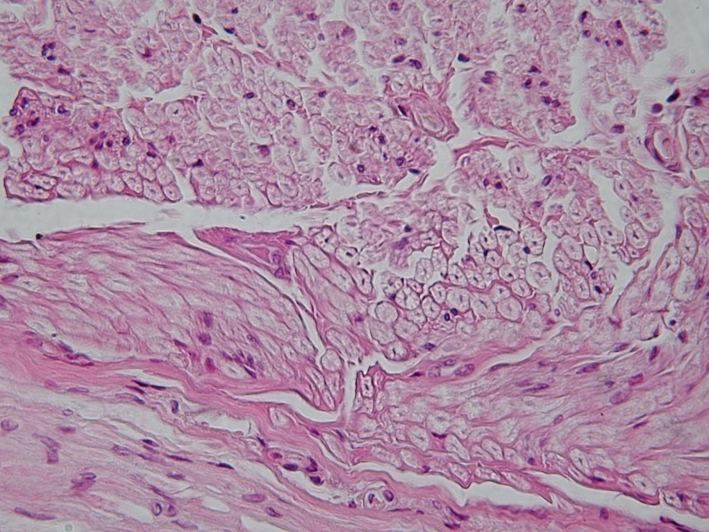
Microfotografia del teixit nerviós (nervi perifèric).

En biologia, el teixit és un grau d'organització entre la cèl·lula i l'òrgan, els diferents tipus de teixits es caracteritzen pel fet de presentar uns tipus de cèl·lules determinats i una localització concreta en una mateixa espècie. A més, gran part d'organismes d'un mateix regne presenten teixits semblants, que es poden agrupar fàcilment en unes varietats que es repeteixen. La ciència que els estudia s'anomena histologia.

## Components d'un teixit
Un teixit es troba compost per cèl·lules, matriu intercel·lular i líquid extracel·lular
De cèl·lules en trobem de dos tipus:
- Pròpies: Característiques de cada teixit que fabriquen substàncies típiques de tal teixit.
- Accessòries: No són característiques d'un únic teixit sinó que les podem trobar en diversos.

## Tipus de teixits

### Teixit animal

#### Epitelial
El teixit epitelial és un teixit histològic format per cèl·lules juxtaposades, una a continuació de l'altra sense espai entre elles que recobreixen la superfície, cavitats i òrgans del cos i formen part de les glàndules.
Funció: Protegir l'organisme d'agressions químiques i dels gèrmens patògens.

#### Connectiu
El teixit connectiu o conjuntiu és aquell teixit l'origen del qual és el mesènquima embrionari i que té com finalitat servir de sustentació i envoltar la resta de teixits de l'organisme, l'intercanvi de nutrients, la defensa contra infeccions així com la regulació de la calor corporal.

#### Muscular
El teixit muscular és el teixit contràctil del cos i deriva de la capa mesodèrmica de cèl·lules germinals embrionàries.

#### Nerviós
El teixit nerviós és el teixit histològic encarregat de la recepció i transmissió d'estímuls.

### Teixit vegetal
Un teixit vegetal és un conjunt de cèl·lules vegetals similars íntimament unides, de característiques semblants, agrupades en masses importants i/o que realitzen funcions anàlogues, d'origen comú i formades per divisions cel·lulars segons les tres direccions de l'espai.